# Nicolás Vivaldo
Nicolás Vivaldo (1896 – 1990) fue un futbolista argentino, que mayormente se desempeñó como delantero. Fue protagonista de la era dorada del Racing Club en la etapa amateur del fútbol argentino, en la que el equipo obtuvo siete títulos consecutivos y se ganó el apodo de «la Academia».
Su carrera estuvo vigente desde 1913 hasta 1925. Fue ganador de 17 títulos junto a Racing Club y también vistió las camisetas de Porteño y Argentinos Juniors.
A nivel internacional, jugó diez partidos con la selección de fútbol de Argentina entre 1917 y 1925.  También formó parte del equipo que participó el Campeonato Sudamericano 1917. 

## Títulos
Racing Club
- Primera División (8): 1913, 1914, 1915, 1916, 1917, 1918
- Copa de Honor MCBA (3): 1913, 1915, 1917
- Copa Ibarguren (5): 1913, 1914, 1916, 1917, 1918 [5]
- Copa de Honor Cousenier (1): 1913
- Copa Aldao (2): 1917, 1918